# آرخو
اِرهو (چینی: 二胡؛ [ɑɻ˥˩xu˧˥]) یک ساز دو سیمی کمانه‌ای چینی یا به‌عبارت دقیق‌تر نوعی کمانچهٔ چینی است که در غرب گاهی به آن «ویولن چینی» یا «کمانچه دو سیمهٔ چینی» می‌گویند.
از این ساز، هم برای تک‌نوازی و هم جهت استفاده در ارکسترهای کوچک و بزرگ استفاده می‌شود و مشهورترین ساز از خانوادهٔ سازهای کمانه‌ای هوچین است.
اِرهو، سازی همه‌کاره و تطبیق‌پذیر است؛ به نحوی که می‌توان هم در موسیقی سنتی و هم در آرنژمان‌های معاصر همچون پاپ، راک و جاز از آن استفاده کرد.

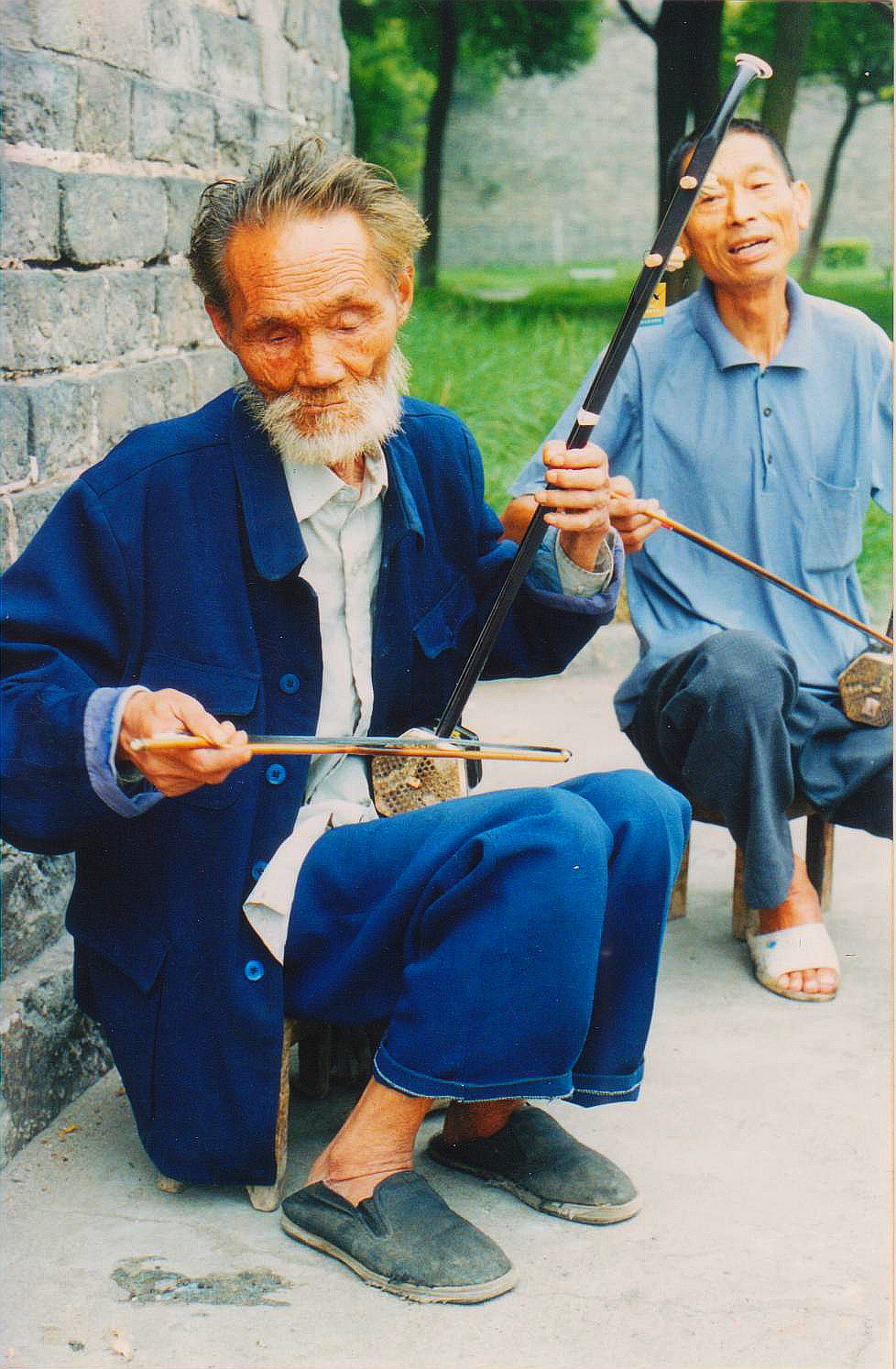
یک نوازندهٔ خیابانی نابینا در حال نواختن اِرهو در شهر جیانگژو واقع در استان هوبئی چین در سال ۲۰۰۶ میلادی